# Erik ten Hag
Erik ten Hag, né le 2 février 1970 à Haaksbergen (Pays-Bas), est un footballeur néerlandais reconverti entraîneur.
Après une carrière en tant que milieu de terrain exclusivement en Eredivisie, il entraîne l'équipe du club Go Ahead Eagles (2012-2013) puis assiste Pep Guardiola en tant que responsable de l'équipe de réserve du Bayern Munich (2013-2015). Il revient par la suite aux Pays-Bas où il entraîne le FC Utrecht de 2015 à 2017 et l'Ajax Amsterdam de 2017 à 2022. De 2022 à 2024, il entraîne l’équipe de Manchester United dont il remporte les deux coupes nationales anglaise.

## Biographie

### Jeunesse
Erik ten Hag naît le 2 février 1970 à Haaksbergen, en province d'Overijssel, dans la région de Twente.
Il intègre dans son enfance le centre de formation du FC Twente.

### Carrière de joueur
Erik ten Hag joue pour quatre clubs : le FC Twente à trois reprises, de 1989 à 1990, de 1992 à 1994 et à nouveau en fin de carrière entre 1996 et 2002, De Graafschap de 1990 à 1991, le RKC Waalwijk de 1994 à 1995, ainsi que le FC Utrecht de 1995 à 1996.
Il dispute un total de 296 matchs en Eredivisie, inscrivant un total de 10 buts. Il joue également huit matchs en Coupe de l'UEFA. Avec le FC Twente, il termine à deux reprises à la troisième place du podium du championnat néerlandais, en 1990 et 1997.

### Carrière d'entraîneur
Après avoir mis fin à sa carrière de joueur en 2002 au FC Twente, Erik ten Hag entre dans l'encadrement du club et est promu entraîneur assistant en 2006. Il devient entraîneur assistant du PSV Eindhoven en 2009, avant de décrocher son premier contrat d'entraîneur au club Go Ahead Eagles, situé à Deventer, lors de la saison 2012-2013.
À la fin de la saison, il intègre l'effectif du Bayern Munich pour deux ans en tant que responsable de la deuxième équipe, avec laquelle il gagne la Regionalliga Bayern en 2014. En 2015, il signe dans son ancien club à Utrecht afin d'en devenir l'entraîneur. En décembre 2017, au cours de la saison 2017-2018, il devient entraîneur de l'Ajax Amsterdam. Il signe un contrat jusqu'en juin 2020, en remplacement de Marcel Keizer.
Sous sa direction, l'Ajax atteint notamment les demi-finales de la Ligue des champions de l'UEFA 2018-2019, après avoir battu le Real Madrid en huitièmes et la Juventus FC en quarts. Le club est éliminé par Tottenham Hotspur par un score cumulé de 3 à 3, avec un but anglais dans le temps additionnel du match retour. Cependant, quelques jours après, l'Ajax gagne le championnat des Pays-Bas en se plaçant définitivement devant le PSV Eindhoven.

#### Manchester United
Le 21 avril 2022, Erik ten Hag signe en faveur de Manchester United avec un contrat allant jusqu'en juin 2025 avec une année en option, succédant à Ralf Rangnick qui assurait l'intérim depuis le départ d'Ole Gunnar Solskjær.

##### Saison 2022-2023
Sa première saison est marquée par des succès sportifs, l'équipe terminant troisième du championnat et remportant la Coupe de la Ligue. Elle atteint également la finale de la FA Cup, qu'elle perd contre Manchester City, et les quarts de finale de la Ligue Europa après avoir notamment éliminé le FC Barcelone.

##### Saison 2023-2024
La saison suivante, l'équipe déçoit en championnat, terminant à la huitième place, mais parvient à battre Manchester City en finale de la Coupe d'Angleterre. Alors que des rumeurs évoquant son départ circulaient avant la rencontre, il est finalement confirmé à son poste le 11 juin 2024, et entame dans la foulée des négociations pour prolonger son contrat.

##### Saison 2024-2025
Le 4 juillet 2024, il prolonge officiellement son contrat jusqu’en juin 2026.
Le 28 octobre 2024, après une mauvaise série de résultats et une défaite contre West Ham United, il est limogé de son poste d'entraîneur,,.

## Statistique

### En tant qu'entraîneur
| Saison                    | Club                      | Championnat               | Championnat | Championnat | Championnat | Championnat | Coupe(s) nationale(s) | Coupe(s) nationale(s) | Coupe(s) nationale(s) | Coupe(s) nationale(s) | Supercoupe | Supercoupe | Supercoupe | Supercoupe | Compétition(s) continentale(s) | Compétition(s) continentale(s) | Compétition(s) continentale(s) | Compétition(s) continentale(s) | Compétition(s) continentale(s) | Total | Total | Total | Total | % Victoires |
| Saison                    | Club                      | Division                  | M           | V           | N           | D           | M                     | V                     | N                     | D                     | M          | V          | N          | D          | C                              | M                              | V                              | N                              | D                              | M     | V     | N     | D     | % Victoires |
| ------------------------- | ------------------------- | ------------------------- | ----------- | ----------- | ----------- | ----------- | --------------------- | --------------------- | --------------------- | --------------------- | ---------- | ---------- | ---------- | ---------- | ------------------------------ | ------------------------------ | ------------------------------ | ------------------------------ | ------------------------------ | ----- | ----- | ----- | ----- | ----------- |
| 2012-2013                 | Go Ahead Eagles           | Eerste Divisie            | 36          | 17          | 10          | 9           | 3                     | 1                     | 1                     | 1                     | -          | -          | -          | -          | -                              | -                              | -                              | -                              | -                              | 39    | 18    | 11    | 10    | 46,15%      |
| 2013-2014                 | Bayern Munich II          | Regionalliga Bayern       | 38          | 26          | 4           | 8           | -                     | -                     | -                     | -                     | -          | -          | -          | -          | -                              | -                              | -                              | -                              | -                              | 38    | 26    | 4     | 8     | 68,42%      |
| 2014-2015                 | Bayern Munich II          | Regionalliga Bayern       | 34          | 22          | 6           | 6           | -                     | -                     | -                     | -                     | -          | -          | -          | -          | -                              | -                              | -                              | -                              | -                              | 34    | 22    | 6     | 6     | 64,70%      |
| Total au Bayern Munich II | Total au Bayern Munich II | Total au Bayern Munich II | 72          | 48          | 10          | 14          | -                     | -                     | -                     | -                     | -          | -          | -          | -          | -                              | -                              | -                              | -                              | -                              | 72    | 48    | 10    | 14    | 66,66%      |
| 2015-2016                 | FC Utrecht                | Eredivisie                | 38          | 16          | 10          | 12          | 6                     | 5                     | 0                     | 1                     | -          | -          | -          | -          | -                              | -                              | -                              | -                              | -                              | 44    | 21    | 10    | 13    | 47,72%      |
| 2016-2017                 | FC Utrecht                | Eredivisie                | 38          | 20          | 9           | 9           | 4                     | 3                     | 1                     | 0                     | -          | -          | -          | -          | -                              | -                              | -                              | -                              | -                              | 42    | 23    | 10    | 9     | 54,76%      |
| 2017-2018                 | FC Utrecht                | Eredivisie                | 17          | 8           | 4           | 5           | 2                     | 1                     | 0                     | 1                     |            |            |            |            | C3                             | 6                              | 2                              | 3                              | 1                              | 25    | 11    | 7     | 7     | 44%         |
| Total au FC Utrecht       | Total au FC Utrecht       | Total au FC Utrecht       | 93          | 44          | 23          | 26          | 12                    | 9                     | 1                     | 2                     | -          | -          | -          | -          | -                              | 6                              | 2                              | 3                              | 1                              | 111   | 55    | 27    | 29    | 49,54%      |
| 2017-2018                 | Ajax Amsterdam            | Eredivisie                | 16          | 12          | 2           | 2           | -                     | -                     | -                     | -                     | -          | -          | -          | -          | -                              | -                              | -                              | -                              | -                              | 16    | 12    | 2     | 2     | 75%         |
| 2018-2019                 | Ajax Amsterdam            | Eredivisie                | 34          | 28          | 2           | 4           | 6                     | 5                     | 1                     | 0                     | -          | -          | -          | -          | C1                             | 18                             | 10                             | 6                              | 2                              | 58    | 43    | 9     | 6     | 74,13%      |
| 2019-2020                 | Ajax Amsterdam            | Eredivisie                | 25          | 18          | 2           | 5           | 4                     | 3                     | 0                     | 1                     | 1          | 1          | 0          | 0          | C1+C3                          | 10+2                           | 5+1                            | 3+0                            | 2+1                            | 42    | 28    | 5     | 9     | 66,66%      |
| 2020-2021                 | Ajax Amsterdam            | Eredivisie                | 34          | 28          | 4           | 2           | 5                     | 5                     | 0                     | 0                     | -          | -          | -          | -          | C1+C3                          | 6+6                            | 2+4                            | 1+1                            | 3+1                            | 51    | 39    | 6     | 6     | 76,47%      |
| 2021-2022                 | Ajax Amsterdam            | Eredivisie                | 34          | 26          | 5           | 3           | 5                     | 4                     | 0                     | 1                     | 1          | 0          | 0          | 1          | C1                             | 8                              | 6                              | 1                              | 1                              | 48    | 36    | 6     | 6     | 75%         |
| Total à l'Ajax Amsterdam  | Total à l'Ajax Amsterdam  | Total à l'Ajax Amsterdam  | 143         | 112         | 15          | 16          | 20                    | 17                    | 1                     | 2                     | 2          | 1          | 0          | 0          | -                              | 50                             | 28                             | 12                             | 10                             | 215   | 158   | 28    | 29    | 73,48%      |
| 2022-2023                 | Manchester United         | Premier League            | 38          | 23          | 6           | 9           | 12                    | 10                    | 1                     | 1                     | -          | -          | -          | -          | C3                             | 12                             | 8                              | 2                              | 2                              | 62    | 41    | 9     | 12    | 66,12%      |
| 2023-2024                 | Manchester United         | Premier League            | 38          | 18          | 6           | 14          | 8                     | 6                     | 1                     | 1                     | -          | -          | -          | -          | C1                             | 6                              | 1                              | 1                              | 4                              | 52    | 25    | 8     | 19    | 48,07%      |
| 2024-2025                 | Manchester United         | Premier League            | 9           | 3           | 2           | 4           | 1                     | 0                     | 0                     | 0                     | 1          | 0          | 1          | 0          | C3                             | 3                              | 0                              | 3                              | 0                              | 14    | 4     | 6     | 4     | 28,57%      |
| Total à Manchester United | Total à Manchester United | Total à Manchester United | 85          | 44          | 14          | 27          | 21                    | 16                    | 2                     | 2                     | 1          | 0          | 1          | 0          | -                              | 21                             | 9                              | 6                              | 6                              | 128   | 70    | 23    | 35    | 54,68%      |
| Total sur la carrière     | Total sur la carrière     | Total sur la carrière     | 429         | 265         | 72          | 92          | 56                    | 43                    | 5                     | 7                     | 3          | 1          | 1          | 1          | -                              | 77                             | 39                             | 21                             | 17                             | 565   | 349   | 99    | 117   | 61,76%      |

## Palmarès

### En tant que joueur
| De Graafschap (1)                                      | FC Twente (1)                                                                                      |
| ------------------------------------------------------ | -------------------------------------------------------------------------------------------------- |
| - Championnat des Pays-Bas D2 (1) : - Champion : 1991. | - Coupe des Pays-Bas (1) : - Vainqueur : 2001. - Supercoupe des Pays-Bas (0) : - Finaliste : 2001. |

### En tant qu'entraîneur
| FC Utrecht (0)                                 | Ajax Amsterdam (6) | Manchester United (2) |
| ---------------------------------------------- | --- | --- |
| - Coupe des Pays-Bas (0) : - Finaliste : 2016. | - Championnat des Pays-Bas (3) : - Champion : 2019, 2021 et 2022. - Vice-champion : 2018. - Coupe des Pays-Bas (2) : - Vainqueur : 2019 et 2021. - Finaliste : 2022. - Supercoupe des Pays-Bas (1) : - Vainqueur : 2019. - Finaliste : 2021. | - Coupe d'Angleterre (1) : - Vainqueur : 2024. - Finaliste : 2023. - Coupe de la Ligue (1) : - Vainqueur : 2023. - Community Shield (0) : - Finaliste : 2024. |

### Distinctions individuelles
- Élu meilleur entraîneur du championnat des Pays-Bas lors des saisons 2015-2016[5], 2018-2019 et 2020-2021.
- Élu meilleur entraîneur du mois de Premier League en septembre 2022, février 2023 et novembre 2023.